# Алдона
Алдо́на (Альдо́на) (лит. Aldona) — литовское женское имя, имеющее балтское происхождение. Имя Алдона образовано при помощи суффикса ona и корня ald, последний входит в литовские глаголы aldėti, aldoti, которые переводятся как «звучать».
По мнению О. Н. Трубачёва, древнерусское слово лада и литовское имя Алдона имело один корень. Согласно ему, имя состояло из корня Ald- и суффикса -ona, и происходило от *aldas или *alda в значении «принадлежащая a» «происходящая от a». По утверждению Я. Сафаревича, это имя было латинизировано. В XIX веке оно стало в Польше крестильным и популярным благодаря произведению А. Мицкевича «Конрад Валленрод».
Известной представительницей этого имени была Альдона (также Анна), жена польского короля Казимира III. Наименование Алдона встречалось у М. Стрыйковского, но А. Брюкнер не считал это имя подлинным. Тем не менее, это имя можно было встретить в польском языке в XX веке.